# 그랜드 슬램 (골프)
그랜드 슬램(Grand Slam)는 선수가 활동기간 중 시즌에 상관없이 4대 메이저타이틀을 모두 우승하는 것을 의미한다
4개의 메이저 대회는 US 여자오픈, KPMG 여자 PGA 챔피언십, RICOH 브리티시여자오픈, ANA 인스퍼레이션(구 크래프트나비스코챔피언십)을 말한다. 한편, 여자 골프의 경우 2013년부터 에비앙챔피언십이 메이저대회로 승격되어 5대 메이저대회 체제가 되었다.

## 같이 보기
- 남자 메이저 골프 대회
- 여자 메이저 골프 대회
- 그랜드 슬램 (테니스)